# Повітряні м'язи

Повітряний м'яз в роботі

Повітряні м'язи, також Пневматичні штучні м'язи — є такими, що стискаються або розтягуються під дією повітряного тиску, пристроями, являють собою герметичну оболонку в кожусі плетеному з нерозтяжних ниток. Так само як і людські м'язи, ПМ зазвичай використовують парами: один згинач і один розгинач.
ПМ були розроблені (оригінальна назва:McKibben Artificial Muscles) в 1950-х для використання в протезах.
Для робототехніки вони цікаві тим, що вони є прийнятною копією біом'язів. Завдяки цьому дослідники можуть використовувати людський скелет з приєднаними замість великих біом'язів пневмомускулами для вивчення біомеханіки і низькорівневих нервових властивостей біом'язів.

## Застосування
Пневмом'язи застосовуються у робототехніці, біоробототехніці, біомеханіці, штучних кінцівках і промисловості. Дослідникам і тим, хто використовує їх у своєму хобі сподобається простота використання пневмом'язів (у порівнянні з пневмоциліндрами) і простота виготовлення. Пневмом'язи легкі, м'які, піддатливі, мають високе відношення піднятої ваги до власної (400:1), можуть скручуватися уздовж своєї осі і використовуватися без точного встановлення а так само забезпечувати силу стиснення для суглобів. Пневмом'язи можна використовувати під водою.

## Переваги
- ПМ дуже легкі.

## Недоліки
- Для роботи ПМ необхідні система клапан ів і компресор.
- Динаміка ПМ описується нелінійної системою, яка, проте, за властивостями близька до біологічних м'язів